# Hideko Okiyama
Hideko Okiyama (japanisch 沖山 秀子 Okiyama Hideko; * 21. Dezember 1945 in Kagoshima als Hideko Chikano (近野秀子 Chikano Hideko); † 21. März 2011) war eine japanische Filmschaffende (Schauspielerin, Regie), die auch als Jazzsängerin wirkte.

## Wirken
Okiyama wuchs zunächst in der Präfektur Kagoshima auf, später in Nada-ku, Kobe. Während ihres Studiums an der Kwansei-Gakuin-Universität spielte sie bereits in Shōhei Imamuras Film The Profund Desires of the Gods (1968) in einer Hauptrolle mit.
Okiyama spielte in den nächsten Jahren Nebenrollen in Filmen wie Dodeskaden – Menschen im Abseits (1970), Miyamoto Musashi VI (1971), The Love and Adventures of Kuroki Taro (1977), The 19-Year-Old’s Map (1979), Kagero-za (1981). Danach war sie erst wieder in Akame 48 Waterfalls (2003) zu sehen, ihrem letzten Film als Schauspielerin. Weiterhin führte sie Regie beim Spielfilm Grapefruit no yôna onna: Sei ran no hibi (1981).
Als Sängerin veröffentlichte Okiyama 1970 die Single Danchone bushi. 1981 erschien unter ihrem Namen bei Trio Records das Jazzalbum Summertime mit Standards, das positive Kritiken erhielt und 2002 als CD wiederaufgelegt wurde.